# Christian Schröder
Christian Engelbrekt Schröder, född 31 augusti 1886 i Stockholm, död 15 september 1974 på Höstsol i Täby, var en svensk operettsångare och skådespelare. Han var farbror till Kalle Schröder.

## Biografi
Schröder scendebuterade 1907 som S:t Broiche i Den glada änkan på Oscarsteatern och hade engagemang vid den teatern 1907–1926, 1935–1937 och 1948–1951. Han var engagerad vid Vasateatern 1926–1930 och vid Odeonteatern 1931–1933. Han var också regissör och operettledare i Folkparkerna 1924–1930, 1938–1941 och 1947–1948 och han framförde operettkåserier i radio. Därutöver komponerade han ett flertal visor samt operetten Cirkusryttarinnan, som uppfördes i Folkparker 1926. 
Schröder utförde ett ansenligt antal operettroller, de flesta som buffatenor, exempelvis som Greve Boni i Csardasfurstinnan, Hans i Dollarprinsessan, titelrollen i Boccaccio, Hubert i Kyska Susanna, prinsen i Läderlappen samt löjtnant Gustaf i Leendets land. Under perioden 1913–1925 spelade han in 56 skivsidor, bland annat tillsammans med Emma Meissner den mycket omtyckta "Putte du är min ögonsten" av Jean Gilbert.
Som skådespelare kom han att medverka i tio filmproduktioner.
Han gifte sig 1909 med operettsångerskan Torborg Kjellander. Från 1961 bodde Schröder på Teaterförbundets ålderdomshem Höstsol i Täby fram till sin död. Han är begravd på Norra begravningsplatsen i Stockholm. 

## Filmografi (urval)
- 1913 – Filmdrottningen
- 1919 – En ung mans väg
- 1934 – Sången till henne
- 1934 – Fasters millioner
- 1936 – Släkten är värst
- 1936 – Han, hon och pengarna
- 1936 – Johan Ulfstjerna
- 1936 – Samvetsömma Adolf
- 1938 – Med folket för fosterlandet
- 1948 – En svensk tiger
- 1952 – Adolf i toppform

## Teater

### Roller (ej komplett)
| År   | Roll                        | Produktion                                                                           | Regi                        | Teater                  |
| ---- | --------------------------- | ------------------------------------------------------------------------------------ | --------------------------- | ----------------------- |
| 1907 | Vicomte Cascada             | Glada änkan Franz Lehár, Victor Léon och Leo Stein                                   | Axel Bosin                  | Oscarsteatern           |
| 1907 |                             | Ambassadören Claude Terrasse, Robert de Flers och Gaston Arman de Caillavet          | Emil Linden                 | Oscarsteatern           |
| 1908 | Dick                        | Dollarprinsessan Leo Fall, Alfred Maria Willner och Fritz Grünbaum                   | Axel Bosin                  | Oscarsteatern           |
| 1909 | Pepe                        | Skatten Helfrid Lambert                                                              |                             | Oscarsteatern           |
| 1911 | Hubert Aubrais              | Kyska Susanna Jean Gilbert och Georg Okonkowski                                      |                             | Oscarsteatern           |
| 1911 | Sopranelli                  | 1.000.000 Georges Berr och Marcel Guillemand                                         | Knut Nyblom                 | Vasateatern             |
| 1912 | Greve Edgard                | Prinsen av Burgund Leo Fall, Alfred Maria Willner och Robert Bodanzky                |                             | Oscarsteatern           |
| 1912 | Pantoufle                   | Gri-Gri Paul Lincke, Heinrich Bolten-Baeckers och Jules Chancel                      | Emil Linden                 | Oscarsteatern           |
| 1912 | Medverkande                 | Biografflugan Walter Kollo och Willy Bredschneider                                   |                             | Oscarsteatern           |
| 1917 | Greve Boni Kancsianu        | Csardasfurstinnan Emmerich Kálmán, Leo Stein och Béla Jenbach                        | Oskar Textorius             | Oscarsteatern           |
| 1917 |                             | Jungfruburen Alfred Maria Willner, Heinz Reichert, Franz Schubert och Heinrich Berté |                             | Oscarsteatern           |
| 1918 |                             | Läderlappen Johann Strauss d.y., Karl Haffner och Richard Genée                      |                             | Oscarsteatern           |
| 1920 |                             | En balnatt Oscar Straus, Leopold Jacobson och Robert Bodanzky                        | Elvin Ottoson               | Oscarsteatern           |
| 1921 | Baron Ippolith Mrkowitsch   | Sista valsen Oscar Straus                                                            | Carl Barcklind              | Oscarsteatern           |
| 1922 |                             | Bajadären Emmerich Kálmán, Julius Brammer och Alfred Grünwald                        |                             | Trondheims teater       |
| 1922 |                             | Med pukor och trumpeter, revy Karl-Ewert                                             |                             | Kristallsalongen        |
| 1923 |                             | Greven av Luxemburg Franz Lehár, Alfred Maria Willner och Robert Bodansky            | Nils Johannisson            | Oscarsteatern           |
| 1923 | Leander Pemberton           | Katja Jean Gilbert, Leopold Jacobson och Rudolph Österreicher                        | Nils Johannisson            | Oscarsteatern           |
| 1923 | Pantoufle                   | Gri-Gri Paul Lincke, Heinrich Bolten-Baeckers och Jules Chancel                      | Elvin Ottoson               | Oscarsteatern           |
| 1924 |                             | Rajhan Anders Eje och Fred Winter                                                    | Nils Johannisson            | Oscarsteatern           |
| 1925 | Baron Kolomán Zsupán        | Grevinnan Mariza Julius Brammer, Alfred Grünwald och Emmerich Kálmán                 | Nils Johannisson            | Oscarsteatern           |
| 1925 |                             | Nattens drottning Franz Arnold, Ernst Bach och Walter Kollo                          | Valdemar Dalquist           | Vasateatern             |
| 1926 |                             | Damen utan slöja August Neidhart, Lothar Sachs och Byjacco                           | Oskar Textorius             | Södra Teatern           |
| 1926 | Franz, betjänt              | Hjärtekrossaren Hermann Haller och Eduard Künneke                                    | Oskar Textorius             | Oscarsteatern           |
| 1926 | Karl Alfred                 | Apollon ombord Evert Taube                                                           | Oskar Textorius             | Vasateatern             |
| 1926 | Anatole                     | Niniche Marius Boullard, Alfred Hennequin och Albert Millaud                         | Albert Ranft                | Vasateatern             |
| 1926 | Toni Schlumberger           | Cirkusprinsessan Emmerich Kálmán, Julius Brammer och Alfred Grünwald                 | Oskar Textorius             | Vasateatern             |
| 1927 |                             | Alexandra Albert Szirmai och Franz Martos                                            | Oskar Textorius             | Vasateatern             |
| 1927 | Prins Beladonis från Syrien | Cleopatras pärlor Oscar Straus, Julius Brammer och Alfred Grünwald                   | Oskar Textorius             | Vasateatern             |
| 1927 | Prinsen                     | Alexandra Albert Szirmai och Franz Martos                                            | Oskar Textorius             | Vasateatern             |
| 1928 |                             | Hertiginnan av Chicago Emmerich Kálmán, Julius Brammer och Alfred Grünwald           | Oskar Textorius             | Vasateatern             |
| 1928 |                             | Grevinnan Eva Albert Szirmai och Frans Martos                                        | Oskar Textorius             | Vasateatern             |
| 1929 | Leander Pemperton           | Katja Jean Gilbert, Leopold Jacobson och Rudolph Österreicher                        | Oskar Textorius             | Vasateatern             |
| 1929 | Dick                        | Hjärter dam Lewis E. Gensler, Laurence Schwab och B. G. de Sylva                     | Nils Johannisson            | Vasateatern             |
| 1929 | Gaston                      | Jag bedrar dig blott av kärlek Ralph Rudin och Robert Blum                           | Gustaf Bergman              | Vasateatern             |
| 1929 | Hemska Herman               | Rose Marie Rudolf Friml, Herbert Stothart, Otto Harbach och Oscar Hammerstein        | Gustaf Bergman              | Vasateatern             |
| 1930 | Pepi                        | Kejsarinnan Maria Theresia Leo Fall, Julius Brammer, Alfred Grünwald                 | Oskar Textorius             | Vasateatern             |
| 1930 | Jim                         | Mr Cinders Vivian Ellis, Richard Myers, Clifford Grey och Greatrex Newman            | Adolf Niska                 | Vasateatern             |
| 1930 | Löjtnant Sascha Suchalow    | Hotell Stadt Lemberg Jean Gilbert och Ernst Neubach                                  | Adolf Niska                 | Vasateatern             |
| 1931 | Baron Ferry                 | Viktorias husar Paul Abraham, Emmerich Földes, Alfred Grünwald och Fritz Löhner-Beda | Oskar Textorius             | Odeonteatern, Stockholm |
| 1932 |                             | Blomman från Hawaii Paul Abraham, Alfred Grünwald och Fritz Löhner-Beda              | Oskar Textorius             | Odeonteatern, Stockholm |
| 1936 |                             | Oh, du milde Antonius A Fenclo, Georg Brada och Jara Beneš                           | Karl Kinch Carl Johannesson | Oscarsteatern           |
| 1937 | Charles                     | Jill Darling Marriott Edgar och Vivian Ellis                                         | Karl Kinch                  | Oscarsteatern           |
| 1948 | Hinzelmann                  | Vita hästen Hans Müller och Ralph Benatzky                                           | Max Hansen                  | Oscarsteatern           |
| 1949 | Foster Wilson               | Annie get your gun Irving Berlin, Dorothy Fields och Herbert Fields                  | Sven Aage Larsen            | Oscarsteatern           |
| 1950 | Johnson Senior              | Rose Marie Rudolf Friml, Herbert Stothart, Otto Harbach och Oscar Hammerstein        | Sven Aage Larsen            | Oscarsteatern           |
| 1951 | Lord Cecil                  | Blåjackor Lajos Lajtai och Lauri Wylie                                               | Sven Aage Larsen            | Oscarsteatern           |
| 1951 | Harry Trevor/Baptista       | Kiss Me, Kate Cole Porter, Samuel Spewack och Bella Spewack                          | Sven Aage Larsen            | Oscarsteatern           |
| 1953 | Jaroschkin                  | Sista valsen Oscar Straus, Julius Brammer och Alfred Grünwald                        | Einar Beyron                | Oscarsteatern           |
| 1956 |                             | Can-Can Cole Porter och Abe Burrows                                                  | Ivo Cramér                  | Oscarsteatern           |
| 1956 | Dick Cunningham             | Geishan Sidney Jones, Owen Hall och Harry Greenbank                                  | Karl Kinch                  | Oscarsteatern           |